# 노나카 미사토
노나카 미사토(일본어: 野中 美郷, 1991년 4월 20일 ~ )는 일본의 전 아이돌이며, 여성 아이돌 그룹 AKB48 전 멤버이다.
후쿠오카현 기타큐슈시 출신(초등학교 3학년 때까지)이며, 카나가와 현 요코하마시에서 자랐다.

## 내력
- 2008년, 《AKB48 제3회 연구생 (6기생) 오디션》에 합격.
- 2009년 8월 23일에 개최된 《요미우리 신문 창간 135주년 기념 콘서트 AKB104 선발 멤버 조각 축제》의 밤공연에서, 10월부터 팀K 멤버로 승격하는 것이 발표되어, 2010년 3월 12일에 승격했다.
- 2012년 3월 14일, 아키모토 야스시가 Google+에서, 같은 해에 개최 예정이었던 AKB48·47도도부현 투어의 타이틀을 《노나카 미사토, 움직이다. ~47도도부현에서 만나요~》라 발표.
- 2012년 8월 24일에 개최된 《AKB48 in TOKYO DOME ~1830m의 꿈~》의 첫날 공연에서, 팀B로 이동하는 것이 발표되었다[1], 같은 해 11월 1일에 승격했다.
- 2014년 2월 28일, 이 날, AKB48 CAFE&SHOP AKIHABARA에서 행해진 《AKB48의 너, 누구?》(NOTTV)의 공개 생방송에서, AKB48 졸업을 발표했다[2][3].
- 2014년 4월 22일, AKB48 극장에서 졸업 공연을 실시해, AKB48를 졸업.
- 2014년 5월 31일, 이 날로 프로덕션 오기와의 계약 종료, 연예계 은퇴 예정[4][5].
- 2014년 9월 23일, 이 날 개최되는 〈앞 밖에 보지 않아〉 극장반 기념 대악수회를 가지고 AKB48로서의 활동을 종료했다.

## 인물
- 왼손잡이.
- 평소에는 표준어이지만, 가족과는 키타큐슈벤이 된다.
- 우메다 에리카(전 ℃-ute)와는 중학교 시절의 동급생으로, 사이가 좋다.
- 요코야마 루리카(아이돌링!!!)와는 고등학교 시절의 동급생이다.
- 2015년~현재:우치다 마유미의가게인IWA에서근무중.

### AKB48 관련
- 오디션을 보기 전부터 극장 공연을 보러 가던 AKB48의 팬으로, 이타노 토모미 오시였다. 5기생 오디션을 볼까 생각하던 끝에 보지 못하고, 친구의 조언으로 6기생 오디션을 봐 합격했다[6].
- 우메다 아야카와는 동향으로, 사이가 좋다. 마츠이 사키코와는, 〈파트너〉라 부를 정도의 사이이다.
- 팀K로의 승격 직후인 2010년 4월 17일 ~ 다음 달 18일까지의 극장 공연에, 48회 연속 출연이라는 최다 기록을 가진다.
- 2012년 11월부터의 신 팀 체제에서, 동기·타카죠 아키가 JKT48로 이적했던 것으로(2013년 4월부터 AKB48 팀B와 겸임), AKB48 내에 6기생 유일의 멤버였던 시기가 있었다.

## AKB48에서의 참가곡

### 싱글 CD 선발곡
- 〈RIVER〉에 수록
  - ひこうき雲 / 비행기 구름 - 시어터 걸즈 명의
- 〈ポニーテールとシュシュ 포니테일과 슈슈〉에 수록
  - 僕のYELL / 나의 YELL - 시어터 걸즈 명의
- 〈Beginner〉에 수록
  - 泣ける場所 / 울 수 있는 장소 - DIVA 명의
- 〈チャンスの順番 찬스의 차례〉에 수록
  - ALIVE - 팀K 명의
- 〈桜の木になろう 벚나무가 되리〉에 수록
  - エリアK / 에리아K - DIVA 명의
- 〈風は吹いている 바람은 불고 있어〉에 수록
  - Vamos - 언더 걸즈 장미조 명의
- 上からマリコ / 위에서부터 마리코
  - ゼロサム太陽 / 제로섬 태양 - 팀K 명의
- 〈GIVE ME FIVE!〉에 수록
  - ユングやフロイトの場合 / 융이나 프로이트의 경우 - 스페셜 걸즈 C 명의
- 〈真夏のSounds good ! 한여름의 Sounds good !〉에 수록
  - 3つの涙 / 3개의 눈물 - 스페셜 걸즈 명의
- 〈ギンガムチェック 깅엄 체크〉에 수록
  - あの日の風鈴 / 그 날의 풍경 - 웨이팅 걸즈 명의
- 〈UZA〉에 수록
  - 正義の味方じゃないヒーロー / 정의의 편이 아닌 히어로 - 팀B 명의
- 〈永遠プレッシャー 영원 프레셔〉에 수록
  - 私たちのReason / 우리의 Reason
- 〈So long !〉에 수록
  - そこで犬のうんち踏んじゃうかね? / 거기서 개의 똥 밟아버릴까? - 우메다 팀B 명의
- 〈さよならクロール 안녕 크롤〉에 수록
  - ロマンス拳銃 / 로맨스 권총 - 팀B 명의
- 〈ハート・エレキ 하트 일렉트릭 기타〉에 수록
  - Tiny T-shirt - 팀B 명의
- 〈前しか向かねえ 앞 밖에 보지 않아〉에 수록
  - 恋とか… / 사랑이라던가…

## 출연

### 드라마
- 마지스카 학원 최종화 (2010년 3월 26일, TV 도쿄) - 마지스카 여학원 학생 역
- 마지스카 학원 2 최종화 (2011년 7월 1일, TV 도쿄) - 미사토 역

### 영화
- 혼자서 숨바꼭질 극장판－진·도시전설－ (2012년 9월 1일, 졸리 로저) - 주연·쿠라타 사쿠라 역

## 서적

### 캘린더
- 노나카 미사토 2012년 캘린더 (2011년 11월 19일, 하고로모)
- 탁상 노나카 미사토 2013년 캘린더 (2012년 12월 7일, 하고로모)
- 탁상 노나카 미사토 2014년 캘린더 (2013년 12월 6일, 하고로모)